# Federico Colombo

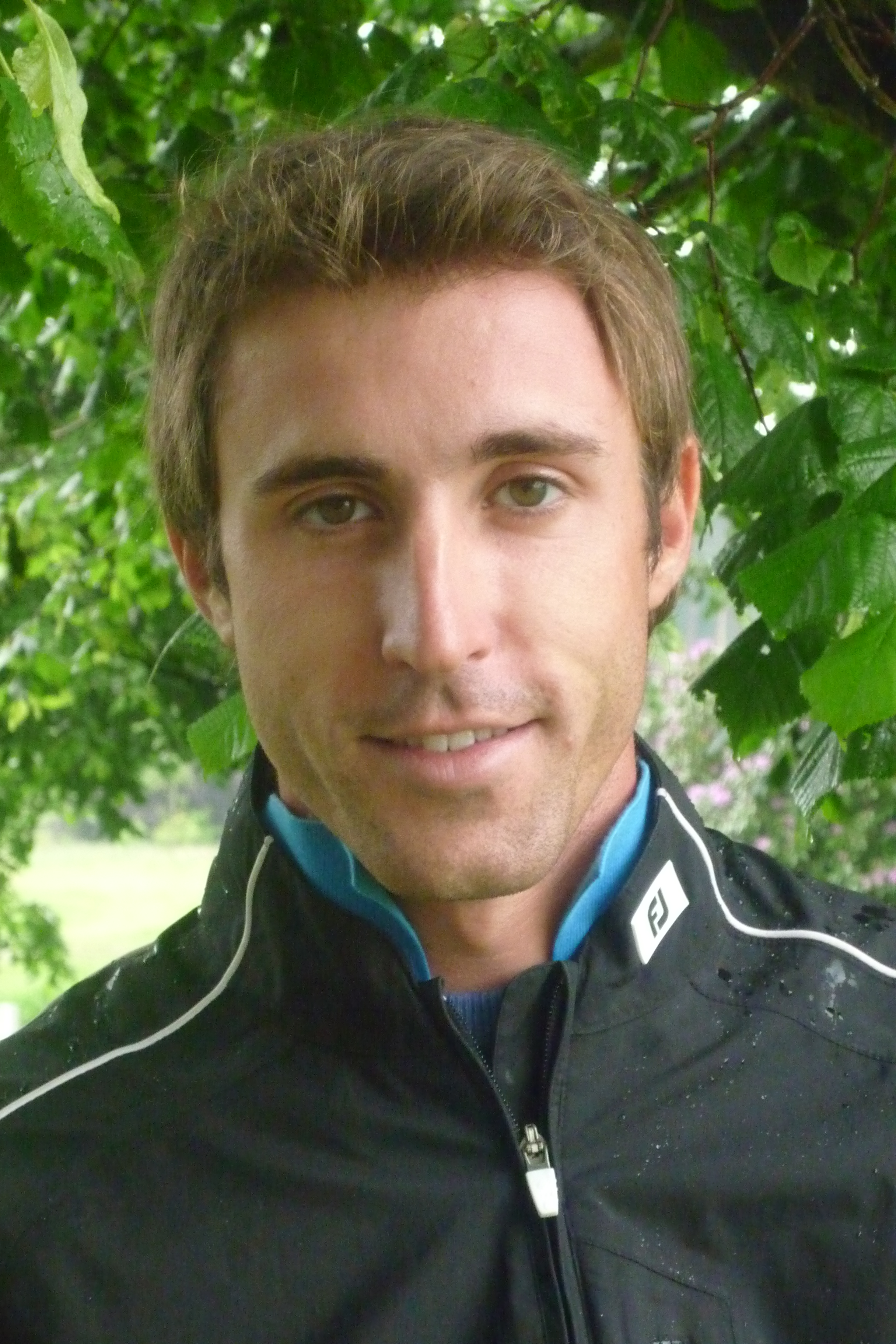
Telenet Trophy 2010.

Federico Colombo (Giussano, 6 december 1987) is een professioneel golfer uit Italië.

## Amateur
In 2008 ging hij als amateur naar de Tourschool, waar hij Stage 1 en 2 won en in de Final Stage een kaart voor de Europese Challenge Tour van 2009 haalde. Hij had handicap +4 en werd professional.

### Gewonnen
- 2008: Tourschool Stage 1 op Bogogno, Stage 2 op Ballena

## Professional
In 2009 eindigde hij op de Challenge Tour de 67ste plaats van de rangorde en moest weer terug naar de Tourschool. 
In 2010 was zijn beste resultaat een score van -16 en een 2de plaats in Kazachstan zodat hij op de 30ste plaats van de Order of Merit eindigde. Op de Tourschool bereikte hij de Finals maar werd hij voor de laatste twee rondes uitgeschakeld.